# Wooseok x Kuanlin
Wooseok x Kuanlin é um duo musical feito pela Cube Entertainment no ano de 2019, formado por dois idols que fazem parte da empresa em outros projetos, ela foi anunciada no início do ano de 2019, sendo seu lançamento oficial em 11 de março do mesmo ano.

## Historia
Tudo começou com um projeto de integração que foi planejado da própria empresa, em março foi anunciado que Wooswok do grupo Pentagon e Kualin ex-integrante do grupo Wanna One em março de 2019 foi anunciado que a dupla lançaria single "I'm A Star", que seria faixa titulo do EP 9801, que seria lançando juntamente com todo projeto da dupla. Foi anunciado que Jackson Wang do grupo GOT7 colaboraria com em uma faixa do mini Álbum. Além disso foi anunciado uma apresentação dá dupla para o canal da  

## Integrantes
- Wooseok (hangul: 우석), nascido Jung Woo-seok (hangul: 정우석) em Gwangju, Coreia do Sul em 31 de janeiro de 1998 .
- Lai Guan-lin (chinês: 賴冠霖), nascido em Nova Taipé, Taiwan em 23 de setembro de 2001 (19 anos).

## Álbuns

### Extended plays
- 9801[5]

### Singles
- I'm A Star